# إدوارد فلوريسكو
إدوارد فلوريسكو (بالرومانية: Eduard Florescu)‏ هو لاعب كرة قدم روماني في مركز الوسط، ولد في 27 يونيو 1997 في بيتيشت في رومانيا. لعب مع نادي بوتوشاني.

## وصلات خارجية
- إدوارد فلوريسكو على موقع إي إس بي إن إف سي (الإنجليزية)
- إدوارد فلوريسكو على موقع قاعدة بيانات كرة القدم.إي يو (الإنجليزية)
- إدوارد فلوريسكو على موقع Soccerbase.com (لاعب) (الإنجليزية)
- إدوارد فلوريسكو على موقع Soccerway.com (الإنجليزية)
- إدوارد فلوريسكو على موقع عالم كرة القدم.نت (الإنجليزية)
- إدوارد فلوريسكو على موقع اللجنة الأولمبية الدولية (الإنجليزية)
- إدوارد فلوريسكو على موقع أوليمبيديا (الإنجليزية)
- إدوارد فلوريسكو على موقع اللجنة الأولمبية الرومانية (الرومانية)